# Spem in alium

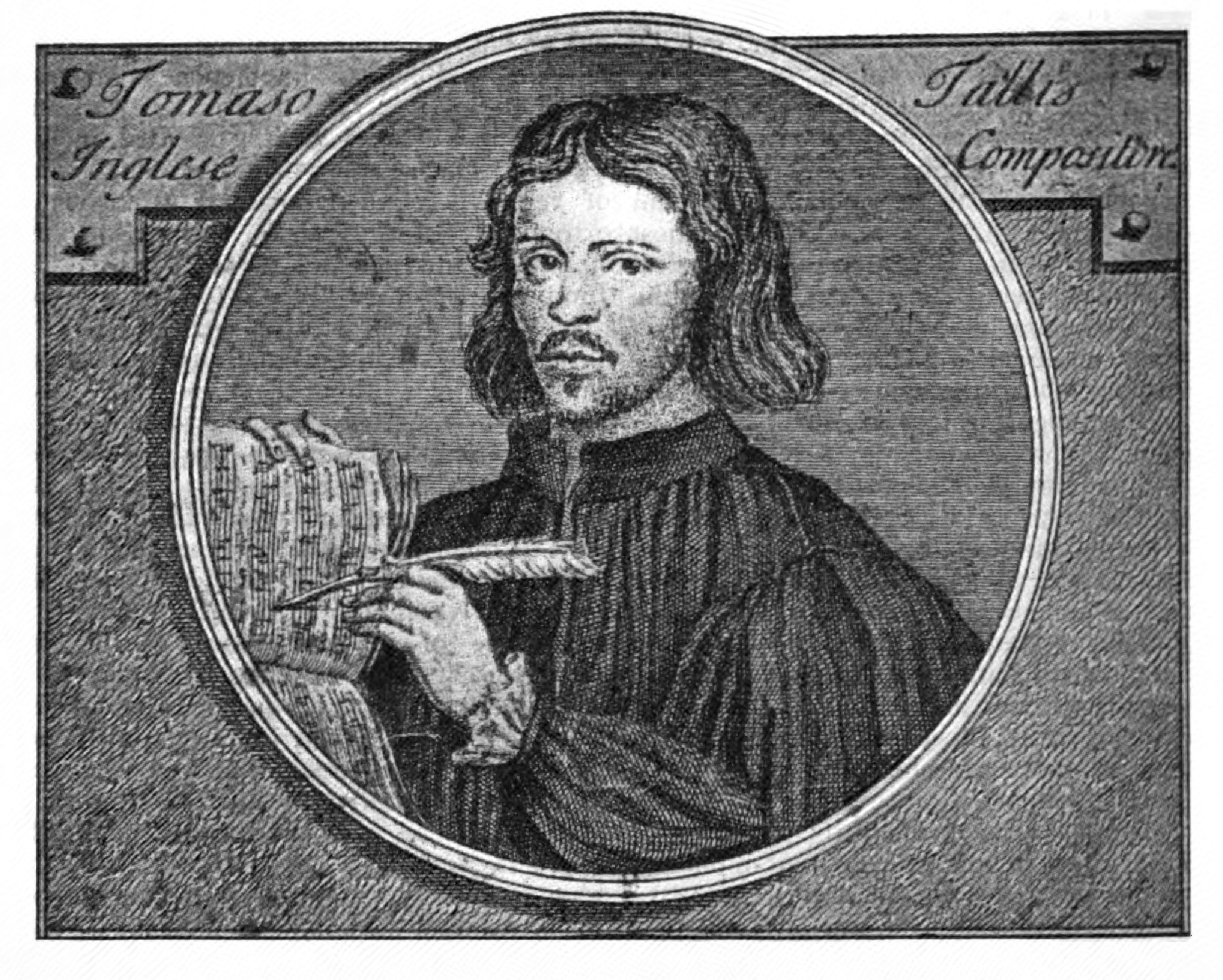
Thomas Tallis (1505–85), der Komponist von Spem in alium

Spem in alium (lateinisch für Hoffnung auf einen anderen) ist eine vierzigstimmige Motette des englischen Komponisten Thomas Tallis. Sie wurde um 1570 für acht Chöre zu je fünf Stimmen a cappella komponiert. Das Werk gilt, gemeinsam mit Gregorio Allegris Miserere, als ein Höhepunkt der Polyphonie der Renaissancemusik in der Tradition der venezianischen Mehrchörigkeit.

## Geschichte
Die Entstehungsgeschichte der Motette ist unklar. Ein Katalog der Bibliothek in Nonsuch Palace erwähnt sie im Jahre 1596 als „ein Lied in vierzig Stimmen, geschaffen von Mr. Tallys“. Die ältesten erhaltenen Manuskripte wurden 1610 anlässlich der zeremoniellen Einsetzung von Henry Frederick Stuart als Prince of Wales geschaffen.
Der Rechtsstudent Thomas Wateridge überliefert in einem Brief aus dem Jahr 1611 folgende Anekdote: Zu Königin Elizabeths Zeiten sei aus Italien ein beeindruckender dreißigstimmiger Gesang nach England gelangt. Ein musikverliebter Herzog habe englische Komponisten aufgefordert, etwas Gleichwertiges zu schaffen. Tallis habe die Herausforderung angenommen, und als seine Motette in der langen Galerie in Arundel House aufgeführt worden sei, habe sie den anderen Gesang so weit übertroffen, dass der ergriffene Herzog seine Goldkette abgenommen und sie Tallis um den Hals gelegt habe.
Geht man davon aus, dass die Zahl von dreißig Stimmen ein Fehler ist, ist das italienische Werk entweder die vierzigstimmige Motette Ecce beatam lucem oder die vierzig- bis sechzigstimmige Messe Missa sopra Ecco sì beato giorno. Beide wurden komponiert von Alessandro Striggio, von dem man weiß, dass er London im Juni 1567 besucht hatte. Diese Darstellung stimmt mit dem Katalogeintrag in Nonsuch Palace überein: Arundel House war das Schloss von Henry FitzAlan, 19. Earl of Arundel; Nonsuch sein Landsitz.
Der im Brief genannte Herzog ist vermutlich Thomas Howard, 4. Duke of Norfolk. Wenn dem so ist und die Anekdote zutrifft, muss Spem in alium vor Howards Hinrichtung im Jahr 1572 entstanden sein. Historiker, die die Anekdote nicht für glaubwürdig halten, gehen davon aus, dass das Werk zum vierzigsten Geburtstag von Königin Elisabeth I. im Jahr 1573 uraufgeführt wurde. Auch andere mögliche Entstehungsdaten werden genannt, so solche im Zusammenhang mit Maria I., Elizabeths Vorgängerin.
Eine frühe Partitur des Werks ist in der Bodleian Library in Oxford ausgestellt.

## Struktur und Aufführungspraxis
Die Motette ist für acht Chöre zu je fünf Stimmen (Sopran, Alt, Tenor, Bariton und Bass) komponiert. In jedem der Chöre ist jeweils eine andere Stimmlage verdoppelt, so dass sich in jedem Chor fünf Stimmen ergeben. Die Anfangstöne ergeben zusammen die Grundmelodie. Wahrscheinlich beabsichtigte Tallis, die Sänger hufeisenförmig angeordnet aufzustellen. Eine Aufführung dauert zwischen zehn und zwölf Minuten.
Das Werk beginnt mit einer einzigen Stimme des ersten Chors, der sich andere imitierend angleichen und dann eine nach der anderen verstummen, so dass sich der Gesang durch die acht Chöre bewegt. Kurz erklingen alle vierzig Stimmen, und dann wiederholt sich das anfängliche Muster rückwärts, so dass der Gesang vom achten zum ersten Chor zurückkehrt. Nach einer weiteren kurzen Sequenz, in der alle Stimmen erklingen, werfen sich die Chöre den Klang paarweise durch den Raum zu. Endlich ertönen wieder alle Stimmen zum Höhepunkt der Motette.
Obwohl Spem in alium in einem imitativen Stil verfasst und gelegentlich homophon ist, wirken die einzelnen Gesangslinien recht frei im einfachen harmonischen Rahmen des Werks und ermöglichen so den Ausdruck einer erstaunlichen Vielfalt musikalischer Ideen. Die Motette zeichnet sich durch ihre Kontraste aus: Die einzelnen Stimmen erklingen und verstummen reihum – mal allein, mal im Chor, mal fragend und antwortend, mal alle gemeinsam. So trägt das Werk ständig neue Ideen an den Hörer heran. Dies kann, verbunden mit der ungewöhnlichen Aufführungsmethode, in der die Sänger das Publikum umringen, überwältigend wirken.
Spem in alium wird nicht oft aufgeführt, da es nach mindest vierzig Sängerinnen und Sängern verlangt, die den technischen Anforderungen des Werks genügen. Der Probenaufwand ist im Vergleich zur Aufführungsdauer hoch. Aufführungsformen, in denen die Sänger in einem großen Raum verteilt sind, oft ohne Sichtkontakt zueinander, erfordern besondere Disziplin und präsentieren zusätzliche akustische Herausforderungen.

## Text
Der Text entstammt einem Responsorium des damaligen Sarum-Usus (aus der Matutin, zur dritten Lesung, in der V. Woche des September), das auf dem deuterokanonischen bzw. apokryphen Buch Judit (8,20  und 6,19 ) beruht:

„Spem in alium nunquam habui praeter in te, Deus Israel, qui irasceris, et propitius eris, et omnia peccata hominum in tribulatione dimittis. Domine Deus, Creator coeli et terrae, respice humilitatem nostram.“

„Ich habe niemals meine Hoffnung in irgendeinen anderen als dich gelegt, Gott Israels, der du zornig sein und doch wieder gnädig werden wirst, und der du all die Sünden des leidenden Menschen vergibst. Gott, unser Herr, Schöpfer des Himmels und der Erde, sieh an unsere Niedrigkeit.“

## Aufnahmen und Aufführungen

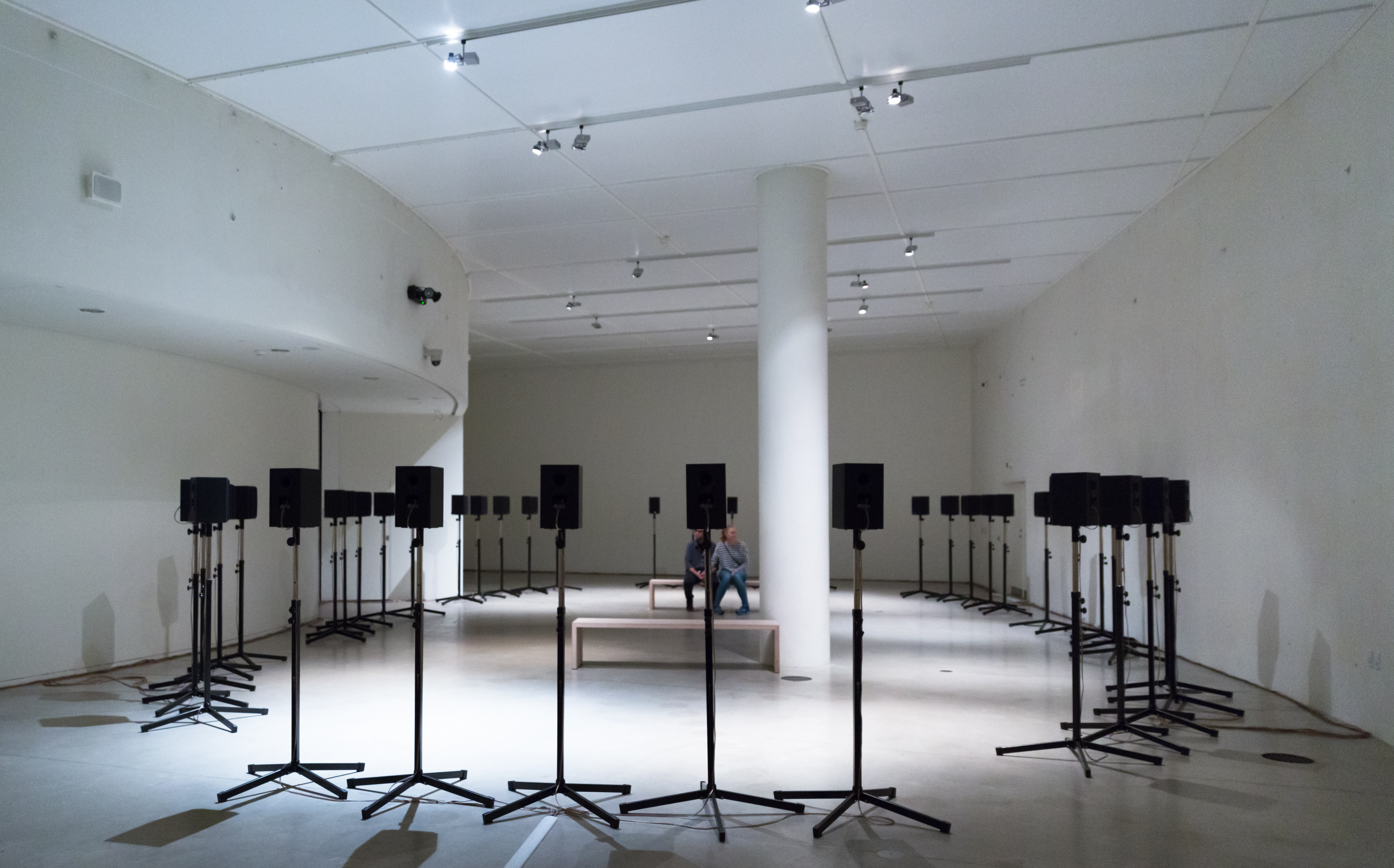
Die Installation Forty-Part Motet von Janet Cardiff

Zu den Aufnahmen des Werks gehören solche des Chors der Winchester Cathedral, der Tallis Scholars, des National Youth Choir of Great Britain, der Oxford Camerata; der Chöre des King’s und St John’s College zu Cambridge sowie von The Sixteen, The Clerkes of Oxenford, Cantillation, Huelgas Ensemble und Philip Cave’s Magnificat. In einer Aufnahme aus dem Jahr 2006 singt das sechsköpfige Männer-Ensemble The King’s Singers alle vierzig Stimmen in einer Multitrack-Aufnahme. Ebenfalls 2006 organisierte die BBC in der Bridgewater Hall, Manchester, die mit 700 Sängern wohl größte Aufführung von Spem in alium. Viele der teilnehmenden Laiensängerinnen und -sänger hatten das Werk vorher noch nie gesungen.
Das Kronos Quartet nahm eine Instrumentalversion der Motette in ihr Album Black Angels auf. Der Cellist Peter Gregson hat eine Multitrack-Aufnahme veröffentlicht, in der er alle vierzig Stimmen selbst spielt. Janet Cardiffs Forty-Part Motet (2001), eine Installation in der ständigen Sammlung der National Gallery of Canada in Ottawa, ist eine Adaptation der Motette mit vierzig Lautsprechern, deren Klang einzeln oder gemeinsam genossen werden kann. 
Spem in alium hat mehrere moderne Komponisten zum Verfassen vierzigstimmiger Motetten inspiriert, so Giles Swayne (The Silent Land, 1998), Jaakko Mäntyjärvi (Tentatio, 2006) und Peter McGarr (Love You Big as the Sky,  2007). Mäntyjärvis und McGarrs Kompositionen entstanden als Auftragswerke des Tallis Festivals in London, eines von Spem in alium inspirierten Chorfestivals.